# Paolo Carile
Paolo Carile, né le 3 janvier 1935 à Lugano (Suisse), est un universitaire et écrivain italien résidant à Paris, professeur émérite de littérature française de l'Université de Ferrare.
Fondateur du prix Francesistica en Italie, et de l'association Italiques en France, il est l'un des représentants d'une approche pluridisciplinaire de l'écriture et du fait littéraire dans une perspective interculturelle, qui constitue l'un des axes du comparatisme,,. Ses études publiées en Italie, en France et au Canada portent principalement sur le récit de voyage du XVIe au XVIIIe siècle, sur des textes para-littéraires du XVIIe siècle, sur le roman français entre les deux guerres mondiales et sur les littératures francophones.

## Biographie

### Enfance et jeunesse
Fils du pasteur Sergio Carile (1910-1998) et d'Elmina Vairo, Paolo Carile grandit dans l'atmosphère de la guerre, près de la Ligne gothique, en Lunigiana et en Garfagnana, provinces de la Toscane, où son père, pasteur méthodiste à Carrare, s'occupait des membres des églises protestantes, évacués dans les villages des Alpes Apuanes.
Sa vocation pour les études françaises remonte à ses années d'étudiant à  l'université de Florence (1955-1958) et de Bologne (1958-1959), où son goût pour la littérature et pour les langues le porte d'abord vers les études hispaniques  (il traduit même pour son propre plaisir Bodas de sangre et La zapatera prodigiosa de Federico García Lorca), puis vers les lettres françaises. Il suit l'enseignement d'éminents hispanistes comme Oreste Macri, et de « francesisti (it) » notoires : Carlo Bo, Enea Balmas (it) et Glauco Natòli. Une autre rencontre décisive est celle de Jean-François Revel, nommé à l'Institut français et à la Faculté des Lettres de Florence de 1952 à 1956, qui devait tirer de cette expérience son essai Pour l'Italie (1958), et marquait les esprits par son regard original sur la société italienne.

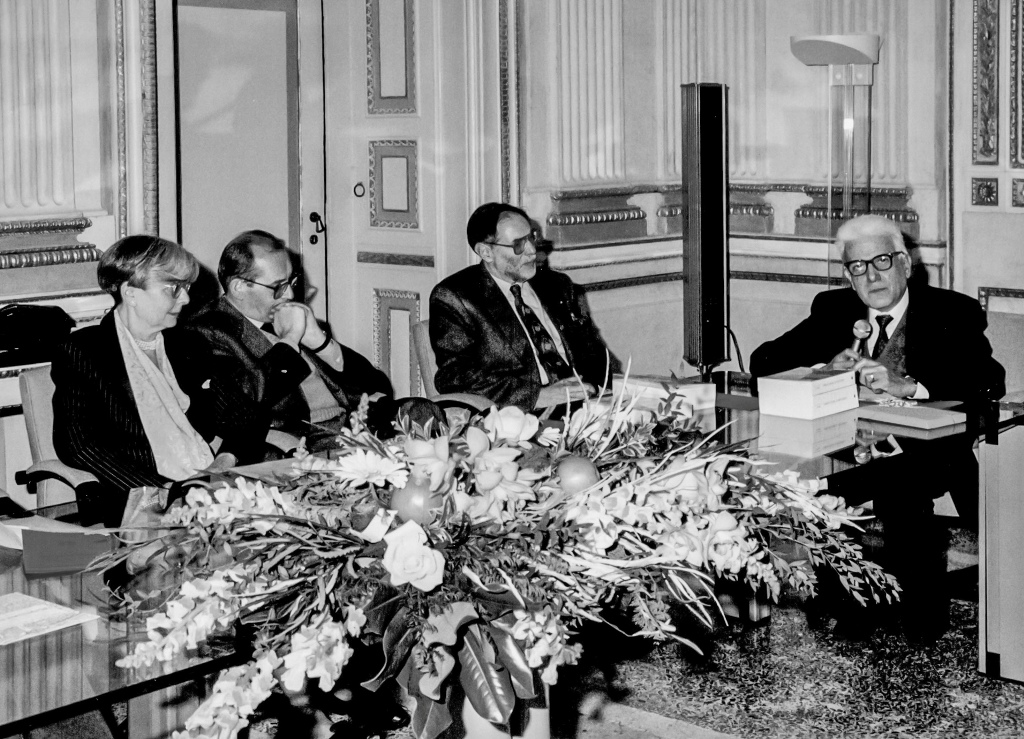
Anna Maria Finoli, Paolo Carile et Enea Balmas, à l’université de Milan en 1994

Ce sont aussi les années où Roland Barthes publie Le Degré zéro de l'écriture (1953), immédiatement diffusé en Italie par Franco Fortini qui en fait un compte-rendu dans Lo spettatore italiano en juin 1954 et par Ezio Raimondi (it) qui en parle pour la première fois en Italie dans un cours donné pendant l'année universitaire 1955 à l'université de Bologne. Paolo Carile en retient que « l'ordre sacral des Signes écrits pose la Littérature comme une institution et tend évidemment à l'abstraire de l'Histoire, car aucune clôture ne se fonde sans une idée de pérennité », mais que le critique peut s'intéresser à toute écriture en réhistoricisant la lecture des textes.
En 1959, Paolo Carile obtient une laurea, maîtrise de littérature française de l'université de Bologne.
Sensibilisé dès son plus jeune âge à une expérience des limites, des frontières et de la diversité des peuples, de leurs langues, de leurs religions et de leurs cultures, Paolo Carile a fait de cet intérêt pour l'interculturel, ou le multiculturalisme, une vocation et une méthodologie. Intéressé par l'étude des textes européens sans distinctions nationales et hors esprit de chapelle, il se propose en outre de dépasser les frontières qui enfermaient la critique littéraire dans l'espace clos des Belles-Lettres pour restaurer le pouvoir innovant de certains textes et les réinsérer dans un ample contexte historique.

### Carrière universitaire

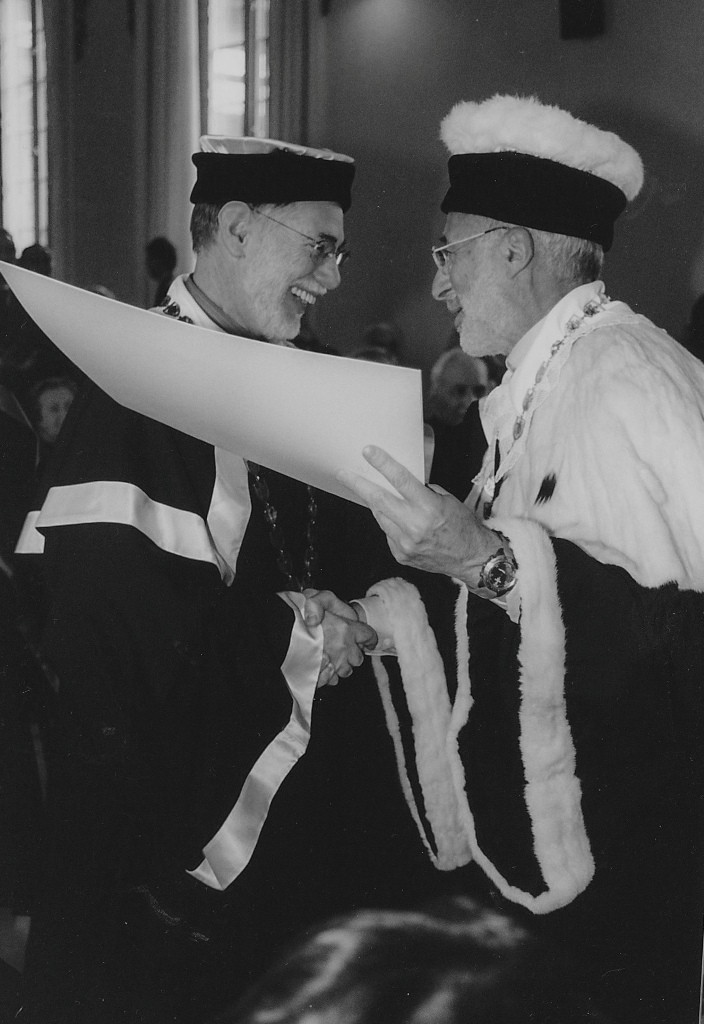
Le recteur Francesco Conconi remet à Paolo Carile le titre de Professeur Émérite, Université de Ferrare, 2004.

Ardent promoteur des études françaises en Italie, Paolo Carile a enseigné aux universités de Bologne et de Vérone, puis de Ferrare (1970-1996) où il devient directeur de l'Institut de Langues et Littératures Étrangères de la Faculté des Lettres, puis directeur de la maîtrise de lettres (presidente du Corso di laurea in materie letterarie, 1993).
Secrétaire général (1983-1991), puis président (1992-1998) de la Società Universitaria per gli Studi di lingua e letteratura francese, il crée avec Giovanni Bogliolo (it) et Mario Matucci, à l'occasion du XIVe Congrès, à Urbino en 1986, Francesistica, la bibliographie des œuvres et des études de littérature française et francophone en Italie, publiée tous les cinq ans. Il crée aussi le Prix littéraire de Francesistica qui récompense les meilleures études italiennes sur la culture littéraire française et francophone, qu'il préside de 1990 à 1999. Il organise plusieurs colloques franco-italiens dans différentes universités italiennes, à Paris et à Toulouse. Il réalise un jumelage entre l'Université  de Ferrare et celle de Toulouse-le-Mirail.
Paolo Carile, qui a aussi enseigné dans les universités de Dijon (1998), de Tours (1998), de Toulouse et de Québec (1985), est installé en France depuis 1996.

### Association Italiques
C'est en 1996, à l'occasion d'un séminaire à l'École des Hautes Études en Sciences sociales, que naît dans son esprit l'idée « d'un groupe néolatin de réflexion sur ces confortables prisons de la pensée que sont les stéréotypes nationaux et les clichés ». Paolo Carile fonde l'association Italiques en 1997, en compagnie d'Élisabeth de Balanda, Michèle Gendreau-Massaloux, Yves Hersant, Sylviane Léoni, et avec l'appui de Philippe Rossillon, secrétaire général de l'Union Latine. Il obtient bientôt le patronage d'institutions universitaires ou culturelles au rayonnement international comme l'EHESS, l'UNESCO, l'Union Latine, l'Agence Universitaire de la Francophonie, la Sorbonne, l'Académie Française, l'ambassade d'Italie en France, les Archives et Musée de la littérature à Bruxelles, et un certain nombre d'universités italiennes, belges et espagnoles.

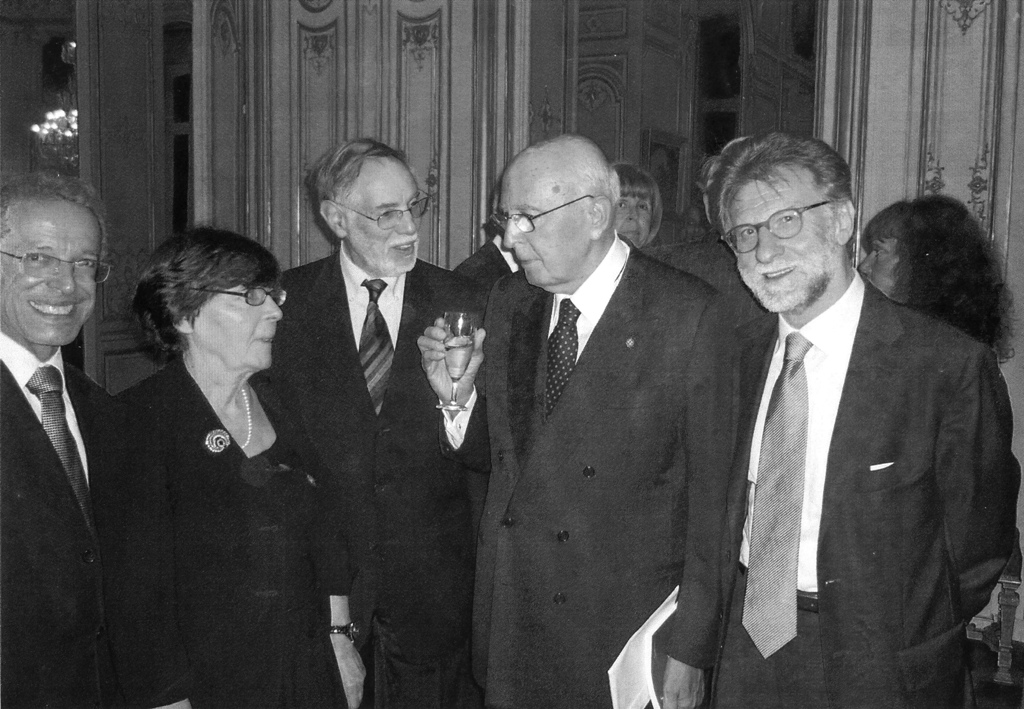
Georges Molinié, président de l'Université de Paris IV - Sorbonne; Paolo Carile, Président de l'association Italiques, Giorgio Napolitano, président de la République italienne; Ivano Dionigi, président de l'Université de Bologne, Paris, Ambassade d'Italie en France, Hôtel de Boisgelin, 28 septembre 2010.

Dans cette phase initiale, Italiques organise des rencontres internationales plurilingues sur des thèmes pluridisciplinaires réunissant des sociologues, des historiens, des littéraires, des journalistes, des écrivains, des éditeurs et toute autre personne intéressée aux rapports interculturels entre l'Italie, la France et la Belgique, puis l'Espagne et le Portugal.
De 2000 à 2019, Italiques a ouvert un siège annexe dans les locaux de l'université de Palerme, avec l'appui de son vice-président Giovanni Saverio Santangelo¸ qui comprend une bibliothèque dédiée à la francophonie. Cependant, plus qu'un cénacle académique, ou une institution à vocation exclusivement scientifique, Italiques est un espace de débat public où viennent librement se confronter, sur des thématiques communes, les regards croisés d'acteurs italiens et français de la vie intellectuelle et culturelle,.
L'association remet chaque année le prix Italiques, pour récompenser un film, un CD-Rom, un roman ou une étude italiens sur la France ou un pays francophone, ou bien un film, un CD-Rom, un roman ou une étude français ou francophones sur l'Italie. Elle s'entoure de personnalités de premier plan, comme Fabio Alberto Roversi Monaco (it), ancien président de l'université de Bologne, fondateur et ancien président de Genus Bononiae, les maires de Paris Bertrand Delanoë, de Rome Walter Veltroni et de Palerme Leoluca Orlando ; les ambassadeurs Alain Le Roy et Loïc Hennequine ; les anciens ministres Aurélie Filippetti, Laura Balbo (it), Enrico Letta et Xavier Emmanuelli ; des académiciens français (Jean-François Revel, Hector Bianciotti, Angelo Rinaldi, Maurizio Serra), italiens (Tullio Gregory, Roberto Antonelli (it), Benedetta Craveri) et belges (Roland Mortier) ; les historiens Gilles Pécout, Patrick Boucheron, Carlo Ossola, Francesco Margiotta Broglio (d) ; le sémiologue Paolo Fabbri, le cinéaste Ettore Scola, des artistes comme Valerio Adami ou le plasticien, médiologue et critique littéraire Pierre-Marc de Biasi ; les écrivains Gianni Celati, Vincenzo Consolo, Dominique Fernandez; les poètes et traducteurs Martin Rueff, Miguel Angel Cuevas et Jacqueline Risset; des journalistes comme Eugenio Scalfari, Corrado Augias, Alberto Toscano ou Philippe Ridet.
Président d’Italiques de 1997 à 2018, il en est désormais président d’honneur.

## Activités de recherche et éditoriales
Paolo Carile a privilégié l'analyse de textes en général oubliés ou méconnus par les histoires littéraires, voire inédits mais qui, se situant à la croisée des chemins entre la littérature, la géographie, la cosmographie, l'histoire et l'anthropologie culturelle, permettent de suivre l'évolution des modèles descriptifs et de la prise en charge du réel par l'écriture. Son attention s'est concentrée sur des ouvrages où se sont façonnées les formes littéraires et mentales, ainsi que les structures socio-politiques de l'âge moderne. La naissance du colonialisme et le développement de l'esclavage, l'ambiguïté de la représentation du « sauvage » et du « barbare », les stratégies missionnaires des ordres catholiques, les rapports entre la Réforme et les grandes découvertes géographiques, la diaspora des protestants, le mirage du continent austral, l'émergence de l'« économie monde » : autant de thématiques déclinées dans des formes littéraires différentes où s'expriment la sensibilité, l'imaginaire, les obsessions d'une époque, mais aussi une critique interne de la civilisation occidentale, de son eurocentrisme.
Il a été responsable de la section littéraire des Annales de l'université de Ferrare (1970-1996) ; co-directeur de la revue Quaderni del Seicento Francese (Bari-Paris, Adriatica-Nizet) et des collections Biblioteca dei quaderni del Seicento francese et Mentalità et scrittura ; co-directeur de la collection « Voyages et récits » aux éditions de Paris (avec Frank Lestringant, 1995-1996) ; co-directeur de la « Bibliothèque d'Italiques », éditions Palumbo (avec Yves Hersant, Michel Murat, Giovanni Santangelo ; co-directeur de la collection Usbek, Éditions Aracne (avec Yves Hersant) ; directeur de la collection « Italiques », éditions Aracne, et membre du comité scientifique des revues Studi di letteratura francese ; Francofonia, Rivista di Studi Canadesi; Littératures classiques.
Enfin, le dernier axe de son travail de chercheur et de didacticien est représenté par son intérêt pour l'enseignement de la langue française et les nouvelles technologies : à ce titre Paolo Carile a publié en collaboration avec d'autres collègues des manuels d'enseignement du français dans les écoles secondaires.

## Récompenses et distinctions
- 1981 Officier des Palmes académiques
- 1994 Chevalier dans l'Ordre National du Mérite
- 1996 Docteur Honoris causa de l'université de Toulouse-le-Mirail[21]
- 2001 Chevalier de la Légion d'Honneur[22]
- 2002 Membre correspondant de l'Académie des sciences, arts et belles-lettres de Dijon
- 2003 Lauréat du Prix du rayonnement de la langue française de l'Académie française[23]
- 2005 Commandeur dans l'Ordre de l’Étoile de la solidarité italienne[24]
- 2008 Officier dans l'Ordre de la Couronne de Belgique

### Poésies
- ”Approssimazioni verbali: tra Bologna e Parigi. Frammenti di memoria” / “Aproximaciones verbales : entre Bolonia y Paris. Fragmentos de memoria” / « Approximations verbales : entre Bologne et Paris. Éclats de mémoire », in Au vent pérenne du quotidien, édition trilingue, traductions de Marie-France Renard et Miguel Ángel Cuevas; préface de Marie-France Renard; postfaces de Vincenzo Consolo (”Approssimazioni amichevole”) et Miguel     Ángel Cuevas (“Aproximación especular”), Bruxelles, Archives et Musée de la Littérature, 2011, n.p. (ISBN 978-2-87168-064-2)[25].

### Volumes
- Céline, un allucinato di genio, prefazione di Dominique de Roux, Bologna, Pàtron, 1969, 248 p.
- Aspetti e motivi delle lettere di Saint-Evremond, Bologna, Esculapio edizioni scientifiche, 1971, 58 p.
- Céline oggi, Roma, Bulzoni, Biblioteca di cultura 59, 1974, 284 p.[26].
- Lo sguardo impedito. Studi sulle relazioni di viaggio in Nouvelle-France e sulla letteratura popolare, Fasano, Schena, Biblioteca della ricerca. Cultura straniera 17, 1987, 408 p.[27],[28],[29].
- Recueil de quelques mémoires servant d'instruction pour l'établissement de l'île d'Eden par Henri Duquesne (1689). Introduction et notes de Paolo Carile. François Léguât : Voyage et aventures de François Léguât et de ses compagnons en deux îles désertes des Indes orientales (1690-1698). Introduction et notes de Jean-Michel Racault, Paris, Les Éditions de Paris, Coll. « Voyages et récits », 1995, 269 p.  (ISBN 2-905291-34-6)[30],[31].
- Le Regard entravé. Littérature et anthropologie dans les premiers textes sur la Nouvelle-France, Sillery – Rome, Éditions du Septentrion – Aracne, 2000, 223 p.  (ISBN 978-88-7999-268-8)[32],[33],[34],[35].
- Huguenots sans frontières. Voyage et écriture à la Renaissance et à l'Âge classique, Paris, Champion, 2001, 319 p.  (ISBN 978-2-7453-0525-1)[36],[37]
- Dall'America all'Australia. Testimonianze della crisi dell'etnocentrismo nell'Europa rinascimentale, Rome, Biblink, 2009, 62 p.
- Écritures de l'ailleurs : négociants, émigrés, missionnaires et galériens. Préface de Marc Cheymol. Paris : L'Harmattan ; Rome : Tab, 2019, 288 p.  (ISBN 978-2-343-19136-2)[38],[39],[40].
- Écritures de l'ailleurs. Négociants, émigrés, missionnaires et galériens, préface de Marc Cheymol. Deuxième édition, revue et augmentée, Roma, TAB edizioni, collana Università, 2021, 312 p.  (ISBN 978-88-9295-110-5)[41].

### Éditions critiques
- Saint-Évremond et Comte d'Ételan, La Comédie des Académistes ; Saint-Évremond, Les Académiciens, éd. critique avec introduction, notes et lexique par Paolo Carile, préface d'Enea Balmas, Milano - Paris, Cisalpino-Goliardica - Libraire A. G. Nizet, 1976.
- Henri Duquesne, Recueil de quelques mémoires servant d'instruction pour l'établissement de l'île d'Eden (1689), introduction et notes de Paolo Carile; Voyages et aventures de François Leguat et de ses compagnons en deux îles désertes des Indes orientales (1690-1698), introduction et notes de Jean-Michel Racault , Paris, Les Éditions de Paris, 1995  (ISBN 2-905291-34-6)[42].
- Montesquieu, Lettres persanes, introduction et notes de Paolo Carile, Paris, Librairie générale française, collection « Le Livre de poche » no 1665, 1995, 253 p.  (ISBN 978-2-253-00321-2).
- Francesco Carletti, Voyage autour du monde (1594-1606), introduction et notes de Paolo Carile, traduction de Frédérique Verrier, Paris, Chandeigne, Collection Magellane, 1999, 349 p.  (ISBN 978-2-906462-49-6).
- Sergio Carile, Diario di guerra: fiducioso nel nulla. Tra Lunigiana e Garfagnana, attraverso la linea gotica, a cura di Paolo Carile, Roma, Aracne, collana Tempus no 4, 2017, 156 p.  (ISBN 978-88-548-9587-4).

### Direction d'ouvrages / Coordination de volumes collectifs
- La lingua francese nel seicento, a cura di Paolo Carile, Giovanni Dotoli, Pasquale Aniel Jannini, prefazione di Maurice Gross, Bari – Paris, Adriatica – Nizet, Quaderni del Seicento francese 9, 1989[43].
- Francesistica. Bibliografia delle opere e degli studi di letteratura francese e francofona in Italia (1980-1989), sous la direction de Giovanni Bogliolo, Paolo Carile, Mario Matucci, Fasano - Paris, Schena - Slatkine, 1992, 683 p.
- Sulla Via delle Inde Orientali / Sur la route des Indes orientales, sous la direction de Paolo Carile, Fasano – Paris, Schena - Nizet, 1995[44].
- Francesistica. Bibliografia delle opere e degli studi di letteratura francese e francofona in Italia, II (1990-1994), sous la direction de Giovanni Bogliolo, Paolo Carile, Mario Matucci, Fasano - Genève, Schena - Slatkine, 1996, 567 p.  (ISBN 978-887514557-6).
- Sur la route des Indes orientales. Aspects de la francophonie dans l'océan Indien (a cura di Paolo Carile), volume 2, Ferrare, Università degli Studi di Ferrara, 2002, 266 p.[45].
- Palermo-Paris, Parigi-Palerme : due capitali culturali fra il Settecento e il Duemila (Paolo Carile et Giovanni Saverio Santangelo, dir.), Palermo, Palumbo, 2002, 430 p.  (ISBN 978-888020477-0).
- Francesistica. Bibliografia delle opere e degli studi di litteratura francese e francofona in Italia. Bibliographie des œuvres et des études de littérature française et francophone d'Italie, III (1995-1999), sous la direction de Graziano Benelli, Giovanni Bogliolo, Paolo Carile, Giorgetto Giorgi, Mario Matucci, Benedetta Papasogli, Paris, L’Harmattan, 2003, 774 p.  (ISBN 978-2-7475-0375-4).
- La formazione del Principe in Europa dal Quattrocento al Seicento, Roma, Aracne, collana « Publications d’Italiques »  no 1, 2004, 352 p.  (ISBN 978-88-7999-685-3)[46].
- L'Università del XXI secolo. Nuovi strumenti e nuovi saperi (Paolo Carile et Fabio Roversi-Monaco, dir.), Bologna, Bononia University Press, 2010, 190 p.  (ISBN 978-8873955566).
- Paris – Rome : trajectoires de deux capitales culturelles (Paolo Carile, Marc Cheymol et Jean Musitelli, dir.), Rome, Aracne, 2013, 256 p.  (ISBN 978-88-548-6328-6).
- Dall' Italia e dalla Francia. Visioni del Mediterraneo. D'Italie et de France. Visions de la Méditerranée (Paolo Carile, Marc Cheymol et Jean Musitelli, dir.), Rome, Aracne, 2014, 184 p.  (ISBN 978-88-548-7833-4).
- Ernesto Buonaiuti nella cultura europea del Novecento (Paolo Carile et Marc Cheymol, dir.), revue Modernism, 2016-2 , 414 p.  (ISBN 978-8837230203)[47].
- Vingt ans en ‘Italiques’ / Vent'anni di ‘Italiques’ (Paolo Carile et Marc Cheymol, dir.), Rome, Aracne, 2017, 300 p.  (ISBN 978-88-255-0774-4).

### Manuels pédagogiques
- Paolo Carile et Lora Petroni Pardini, Éléments de géographie physique, économique et humaine de la France, Bologna, Esculapio, 1961.
- Provence : la Côte d'Azur, Milano, Ghisetti & Corvi, Bibliothèque de civilisation 18, 1968.
- Documents sur la France contemporaine, choisis et annotés par Paolo Carile et Cataldo Caputo, Bologna, Cooperativa libraria universitaria editoriale, 1970.
- Paolo Carile et Lora Petroni Pardini, Éléments de géographie économique et humaine de la France, Ed. riv. e corr., Bologna, Esculapio, 1975.
- Una proposta didattica e le sue giustificazioni metodologiche, Paolo Carile et Laura Schenoni, Voici la France. Dossiers et documents sur la langue et la civilisation françaises, con la collaborazione di Bernard Baritaud, Novara, Istituto Geografico De Agostini, 1983.
- Sylviane Léoni et Paolo Carile, Copains, copines. Corso di lingua francese, Novara, Istituto Geografico De Agostini, 1983.